# ピエール＝ジャン・ド・ベランジェ
ピエール＝ジャン・ド・ベランジェ（Pierre-Jean de Béranger, 1780年8月19日 - 1857年7月16日）は、フランスの抒情詩人、シャンソン作者。代表作に『イヴトーの王様』などがある。

## 生涯

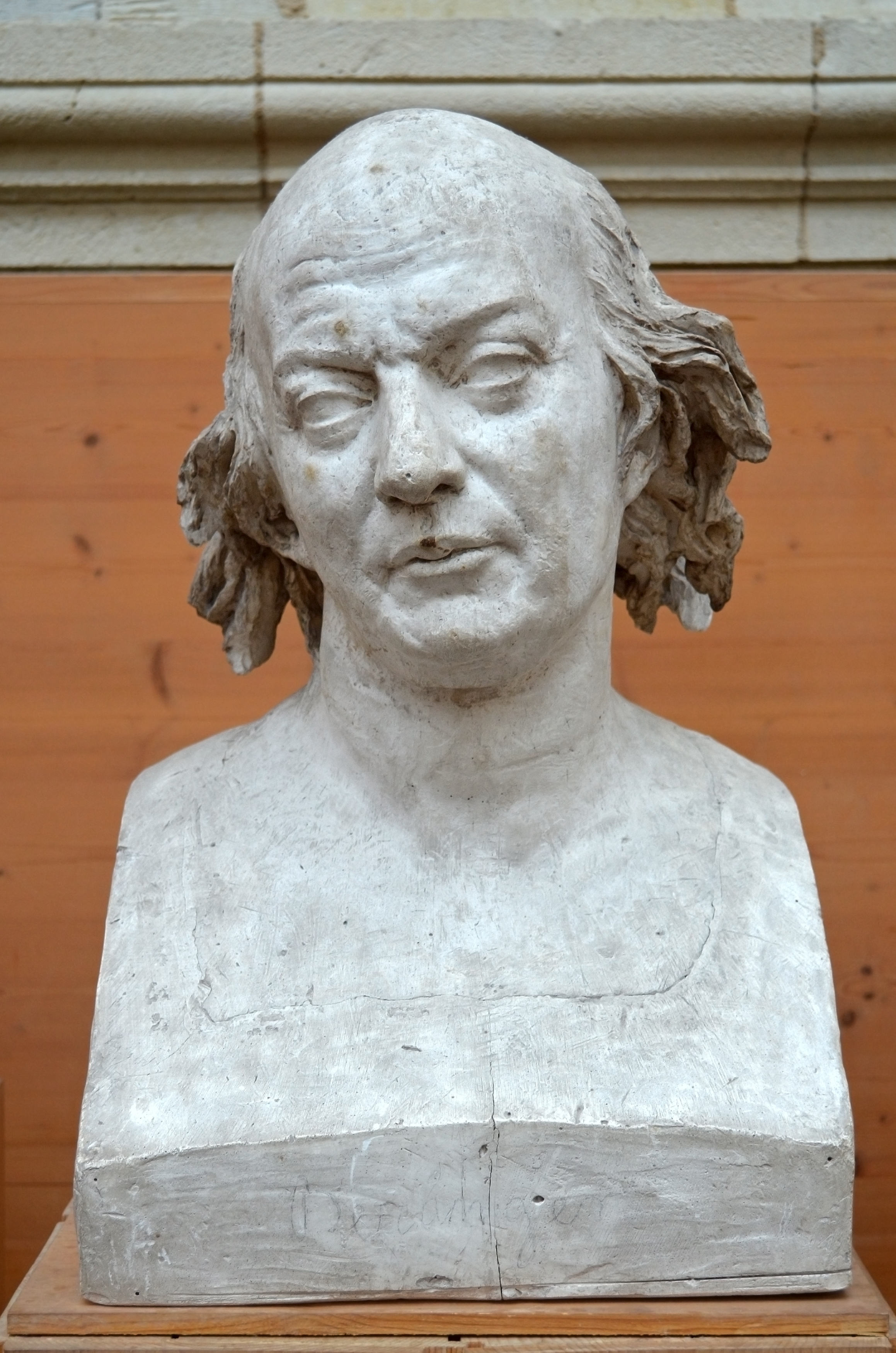
ベランジェの肖像、ダヴィッド・ダンジェの作品(1829年)。

1780年にパリで生まれる。様々な職業を経てシャンソン作家になり、19世紀前半に活躍し、民衆に人気を博す。スタンダールにも評価されたが、本人はメロディを作るより社会的風刺などを込めた文を作ることに力を注いだため、同時代を超えて聞き継がれるものではなく、今日著名性はあまりない。その風刺によって投獄された経験もある。1857年にパリで生涯を終えた。

## 代表作
- 『シャンソン集』 (Chansons) 全5巻 1815年 - 1833年
- 『自叙伝』 (Ma Biographie) 1857年
- 『イヴトーの王様』 (Le roi d'Yvetot)
- 『我が国』 (Negaraku)

## 文献
- 林田遼右『ベランジェという詩人がいた—フランス革命からブルボン復古王朝まで』新潮社、1994年

## 参照
- ブリタニカ国際大百科事典 小項目電子辞書版 2007年